# 埃利·多泰

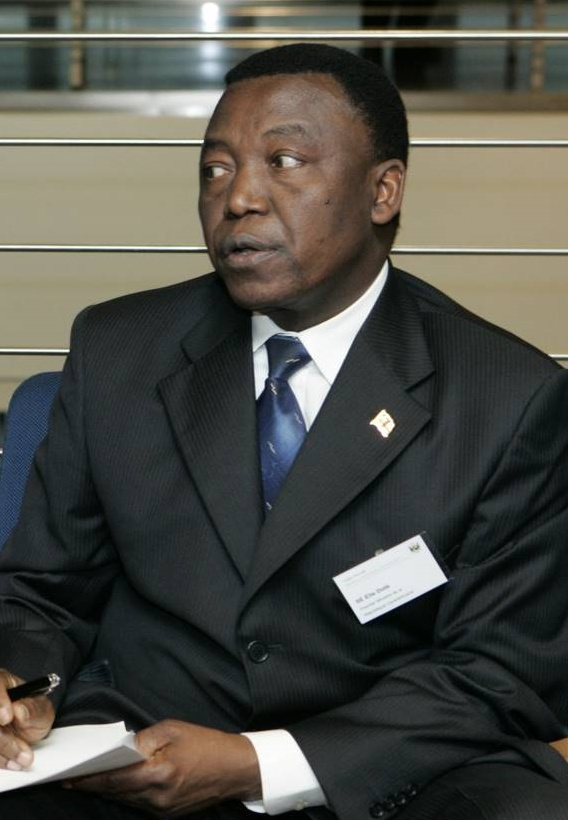
埃利·多泰

埃利·多泰（1947年班吉 - ），中非共和国经济学家、政治家，前任中非共和国总理。
| 前任： 塞莱斯坦·加翁巴莱 | 中非共和国总理 2005年至2008年 | 繼任： 福斯坦-阿尔尚热·图瓦德拉 |